# Isonychus psittacinus
Isonychus psittacinus är en skalbaggsart som beskrevs av Pierre François Marie Auguste Dejean 1836. Isonychus psittacinus ingår i släktet Isonychus och familjen Melolonthidae. Inga underarter finns listade i Catalogue of Life.